# 熊晃
熊晃（1913年—1996年），中国人民解放军将领、中国人民解放军开国少将。
曾任中国人民解放军新疆军区政治部副主任。1955年，授予中国人民解放军少将。